# 蕭允
蕭 允（しょう いん、生没年不詳）は、南朝梁から陳にかけての人物。字は叔佐。本貫は南蘭陵郡蘭陵県。

## 経歴
梁の都官尚書の蕭介の三男として生まれた。梁の邵陵王法曹参軍を初任とし、湘東王主簿に転じ、太子洗馬となった。侯景が建康を陥落させたとき、梁の官僚たちは逃げ散ったが、蕭允はひとり衣冠を整えて宮坊に座り込んでいたため、侯景の部下たちもかれの身に危害を加えることがなかった。まもなく蕭允は京口に移り、戦乱を避けて隠棲した。
侯景の乱の平定後、陳霸先は南徐州に駐屯し、書状を蕭允のもとに送って召しだそうとしたが、蕭允は病を理由に固辞した。陳の永定年間、侯安都が南徐州刺史となると、蕭允のために廬を建てて敬意を示した。天嘉年間、蕭允は文帝に召されて太子庶子となり、稜威将軍・丹陽尹丞に転じた。天嘉5年（564年）、侍中を兼ね、北周に対する使者をつとめた。帰国すると中書侍郎・大匠卿に任じられた。
太建元年（569年）、宣帝が即位すると、蕭允は黄門侍郎に転じた。太建6年（574年）、晋安王陳伯恭が南豫州刺史となると、蕭允はその下で長史をつとめた。陳伯恭はまだ幼少であったため、南豫州の行政事務は蕭允が代行した。後に入朝して光禄卿となった。太建14年（582年）、陳伯恭が湘州刺史となると、蕭允は再び召されて湘州におもむいた。
至徳3年（585年）、中衛豫章王長史に任じられた。通直散騎常侍・光勝将軍・司徒左長史・安徳宮少府を歴任した。至徳4年（586年）、鄱陽王陳伯山が東揚州刺史となると、蕭允はその下で長史となり、会稽郡丞を兼ねた。この年のうちに光禄大夫の位を受けた。
禎明3年（589年）、隋が陳を滅ぼすと、蕭允は関中に移された。長安に入った南朝陳の朝士の多くが隋の任官を受けたが、蕭允は謝伷（謝嘏の子）とともに老病を理由に受けなかった。まもなく長安で病没した。享年は84。
弟に蕭引があった。

## 伝記資料
- 『陳書』巻21 列伝第15
- 『南史』巻18 列伝第8